# Os Gonzagas
Os Gonzagas é uma banda brasileira de forró  que surgiu 2012 na cidade de João Pessoa, Paraíba. Em 2015, foi semifinalista da 2ª temporada do programa Superstar da Rede Globo . Depois da participação no programa, a banda teve a sua versão da música "Vem Morena" na trilha sonora da novela Êta Mundo Bom!! O trabalho mais recente do grupo é o disco intitulado "Onde Estará?", lançado em 2018.

## História
A banda Os Gonzagas surgiu entre família e amigos. Estreou nos palcos em 2007, mas foi em 2012 que o grupo se oficializou. Ganhou espaço na cena pessoense como banda residente do projeto Luz de Candeeiro, que evidencia o forró em João Pessoa. Em 2013, lançou as músicas autorais Deixa o Vento Levar e Amor da Gota.
No mesmo ano, foram eleitos "Melhor Grupo Musical" no 13º Festival Nacional Forró de Itaúnas (Fenfit), no Espírito Santo. Na ocasião, também conquistaram o troféu de "Melhor Letra", com a canção "Ah, se eu fosse dois". A partir da vitória no Fenfit, Os Gonzagas passaram a se apresentar em diversos locais no Brasil, como São Paulo e Rio de Janeiro.
Ainda em 2013, fizeram uma apresentação em João Pessoa durante a final do The Voice Brasil, quando Lucy Alves era uma das semifinalistas. Em 2014, dividiram o palco com Lucy Alves para um público, estimado pela organização, de 80 mil pessoas. Em março de 2014, o grupo realizou sua primeira turnê internacional, se apresentando em Lisboa, Dublin e Londres. No mesmo ano, Os Gonzagas foram homenageados pela Câmara Municipal de João Pessoa com a comenda Ariano Suassuna. Também foi em 2014 que lançaram o primeiro EP, intitulado "O Candeeiro Não Se Apagou".
Em 2015, Os Gonzagas participaram da 2ª temporada do show de talentos Superstar, da Rede Globo, onde foram apadrinhados pela cantora Sandy. Seguiram até o top 7 do programa, sendo um dos semifinalistas da edição. Em 2016, a canção "Vem Morena", primeira apresentada no Superstar, foi gravada pela banda e integrou a trilha sonora da novela Êta Mundo Bom!, da Rede Globo.
Em 2017, Os Gonzagas anunciaram sua nova formação, com a entrada de Kamila Justino e Zé Neto que se uniram a Yuri Gonzaga nos vocais.
Já em 2018, Os Gonzagas lançaram "Onde Estará?", o segundo disco do grupo, que tem como proposta mostrar outras sonoridades que o forró pode ter, com letras modernas e suaves. O álbum  tem oito faixas e conta com as participações de Dorgival Dantas na música Não Deu, e de Biliu de Campina em "Coco Lá de Casa".

## Integrantes
- Yuri Gonzaga - voz e sanfona
- Kamila Justino - voz e triângulo
- Zé Neto - voz e violão
- Jefferson Brito - guitarra
- Carlos Henrique - sanfona
- Leandro Santos - percussão
- Caio Bruno - bateria
- Hugo Leonardo - baixo

## Discografia
- O Candeeiro Não Se Apagou (Independente - 2014)
- Onde Estará? (Independente - 2018)